# Graminella kappa
Graminella kappa är en insektsart som beskrevs av Kramer 1965. Graminella kappa ingår i släktet Graminella och familjen dvärgstritar. Inga underarter finns listade i Catalogue of Life.